# Vicia kioshanica
Vicia kioshanica är en ärtväxtart som beskrevs av Liberty Hyde Bailey. Vicia kioshanica ingår i släktet vickrar, och familjen ärtväxter. Inga underarter finns listade i Catalogue of Life.